# Jade Hassouné
Jade Hassouné (18 de febrero de 1991) es un actor libanés-canadiense, bailarín y cantante. Más conocido como Meliorn en la serie televisiva estadounidense Shadowhunters y como el Principe Ahmed Al Saeed en la serie canadiense Heartland.
Bajo el seudónimo J4DE, en 2020 lanzó el EP Love letter to a Fandom.

## Biografía
Jade Hassouné nació en Líbano pero creció entre Suiza y Canadá, en este último pasó la mayor parte de su vida. Estudió en el John Abott College donde se graduó en el programa de Teatro Profesional. Es también miembro del Centro de Película canadiense desde 2012.
Es miembro del grupo de baile Enigma Dance Productions y juntos participaron en el espectáculo de televisión Canada's Got Talent donde llegaron en las finales del trimestre.

## Carrera

### Actuación
Hassouné Consiguió su primer papel suplente en la película Laurentie en 2011, su debut en su carrera como suplente.

En junio de 2015, audicionó para el papel de Alec en Shadowhunters la serie retransmitida por Freeform y Netflix fuera de los Estados Unidos. Una semana más tarde, los directores de casting lo llamaron para otra audición está vez para el papel de Raphael, pero a la semana fue contactado nuevamente para una tercera audición en esta ocasión para Meliorn. Finalmente fue escogido para el papel de Meliorn.

### Música y Diseño
Hassouné además de la actuación está interesado en moda, música y diseño gráfico (cómics y gráficos de ordenador). Él recientemente colaboró con Ubisoft Toronto para desarrollar el videojuego Starlink: Battle for Atlas.
En 2019, lanzó su EP Love Letter to a Fandom bajo el nombre artístico J4DE. Incluyen singles como "Insta Story", "To the Next", "Living Right Now" y "Human".

## Vida personal
Jade Hassouné dejó Líbano con su familia y emigro a Suiza debido a la inestable situación del Líbano cuándo tenía un año su familia volvió a emigrar esta vez a Canadá en 1996 cuándo tenía cinco años. Residió en Montreal antes de trasladarse a Toronto, Canadá. Es parte de la comunidad LGBT. 
Habla francés e inglés de manera fluida.

## Discografía

### EPs
- 2020 Love Letter To A Fandom EP (como J4DE)

### Canciones
- 2019: "Insta Story"
- 2019: "To the Next"
- 2019: "Living Right Now"
- 2020: "Insta Story Remix"
- 2020: "Human"

## Filmografía
| Año       | Título                  | Rol                     | Notas                              |
| --------- | ----------------------- | ----------------------- | ---------------------------------- |
| 2013-2014 | Heartland               | Principe Ahmed Al Saeed | 8 episodios                        |
| 2016      | Orphan Black            | Aaron                   | Episodio: "The Collapse of Nature" |
| 2016-2017 | That's My DJ            | Sam                     | 14 episodios                       |
| 2016-2019 | Shadowhunters           | Meliorn                 | 17 episodios                       |
| 2017      | Barbelle                | Alejandro               | Episodio: "#1.5"                   |
| 2020      | Canada's Drag Race      | Presentador             | Episodio: "Her-itage Moments"      |
| 2023      | Five Nights at Freddy's | Golden Freddy           | Actor de Movimiento                |